# Obora Hvězda
Obora Hvězda este o arie protejată (arie specială de conservare — SAC, sit de importanță comunitară — SCI) din Republica Cehă întinsă pe o suprafață de 1,91 ha, integral pe uscat.

## Localizare
Centrul sitului Obora Hvězda este situat la coordonatele 50°05′04″N 14°19′25″E / 50.084444°N 14.323611°E.

## Înființare
Situl Obora Hvězda a fost declarat sit de importanță comunitară în aprilie 2005 pentru a proteja 1 specie de animale. Situl a fost protejat și ca arie specială de conservare în iulie 2012.

## Biodiversitate
Situată în ecoregiunea continentală, aria protejată nu include niciun habitat protejat.
La baza desemnării sitului se află o specie protejată de  nevertebrate: Vertigo angustior.